# Sho Sakai
Sho Sakai (en japonés: 坂井丞, Sakai Sho; Sagamihara, 22 de agosto de 1992) es un deportista japonés que compite en saltos de trampolín.
Ganó una medalla de bronce en el Campeonato Mundial de Natación de 2025, en la prueba de equipo mixto. En los Juegos Asiáticos consiguió dos medallas de bronce, una en 2014 y otra en 2018.
Participó en dos Juegos Olímpicos de Verano, en los años 2016 y Tokio 2020, ocupando el quinto lugar en Tokio 2020, en la prueba de trampolín 3 m sincro.

## Palmarés internacional
| Campeonato Mundial | Campeonato Mundial      | Campeonato Mundial | Campeonato Mundial   |
| Año                | Lugar                   | Medalla            | Prueba               |
| ------------------ | ----------------------- | ------------------ | -------------------- |
| 2025               | Singapur (Singapur)     | Medalla de bronce  | Equipo mixto         |
| Juegos Asiáticos   |                         |                    |                      |
| Año                | Lugar                   | Medalla            | Prueba               |
| 2014               | Incheon (Corea del Sur) | Medalla de bronce  | Trampolín 3 m        |
| 2018               | Yakarta (Indonesia)     | Medalla de bronce  | Trampolín 3 m sincro |